# Klagomuren (SVT)
Klagomuren var en avdelning för tittarkontakt för Sveriges Television för att öka närheten till, och kunskapen om, publiken genom att släppa fram tittarna till redaktionerna. Klagomuren hanterade de klagomål tittare hade på utbudet. Avdelningen lades ned vid årsskiftet 2004/2005.